# Friday the 13th, le jeu
Ne doit pas être confondu avec Friday the 13th (jeu vidéo, 1989).
Pour les articles homonymes, voir Friday the 13th (homonymie).
Friday the 13th: The Game est un jeu vidéo de type survival horror développé par Gun Media et Illfonic, et publié par Gun Media. Il est basé sur la franchise du même nom détenue par New Line Cinema. Il est sorti le 26 mai 2017 pour Microsoft Windows, Xbox One et PlayStation 4, puis le 13 août 2019 sur Nintendo Switch.

## Système de jeu
Friday the 13th: The Game présente un monde semi-ouvert, joué à la troisième personne, dans un style survival horror. Le jeu se déroule dans le camp fictif de Crystal Lake, issu de la franchise Vendredi 13.
Il s'agit d'un jeu asymétrique multijoueur à un joueur contre sept, soit 7 « Gentils » (les moniteurs) contre 1 « Méchant » (Jason Voorhees). L'objectif est de faire en sorte que les animateurs de la colonie de vacance survivent à la nuit où ils sont traqués par Jason. Ce dernier doit être vaincu grâce à un travail d'équipe et une stratégie. La partie est finie soit lorsque tous les joueurs sont tués, soit si Jason est éliminé. Dans tous les cas, une vidéo récapitulative des faits marquants de la séance (les différentes morts en l'occurrence) clôture le jeu.
Chaque moniteur a ses points forts et ses points faibles. Un moniteur peut s'équiper de trois atouts lui permettant d'augmenter ses chances de survie. Un moniteur ne peut utiliser qu'une arme à la fois mais peut s'équiper en plus d'objet lui permettant d'étourdir temporairement Jason. Les moniteurs  peuvent également soigner leurs blessures à l'aide de spray de premiers soins qu'ils doivent récupérer en fouillant les habitations. Pour survivre ou échapper à Jason, les moniteurs doivent remettre en état les moyens de locomotion à leur disposition, appeler la police, tuer Jason ou bien tout simplement survivre jusqu'à ce que le chrono arrive à zéro. Les armes ont un taux de dégâts et de durabilité différent. Lorsqu'une arme est utilisée au maximum de sa capacité d'usure, elle se brise. Les moniteurs peuvent également s'équiper d'armes d'appoint comme des couteaux suisses ou des pétards. Lorsqu'un moniteur est tué, tout l'équipement qu'il avait en sa possession tombe au sol et peut être récupéré par un autre joueur. Un moniteur ne peut pas se défendre si celui-ci transporte un bidon d'essence, la batterie de voiture ou l'hélice du bateau, ce type d'objet ne pouvant être transporté que si le joueur lâche son arme principale. Il est à noter que le joueur incarnant un moniteur marquera un maximum d'EXP s'il survit assez longtemps et s'il procède à certaines actions qui rapportent des points. À l'inverse si le joueur parvient à s'échapper assez rapidement en usant d'un minimum de possibilités, le nombre d'EXP engrangé ne sera pas aussi élevé. Il est donc préférable d'être versatile dans sa façon de jouer et de cumuler un maximum d'actions afin de maximiser la récompense en fin de partie.
Le joueur incarnant Jason peut utiliser quatre capacités lui facilitant la traque des autres joueurs. Une fois une capacité utilisée, le joueur doit observer un temps de rechargement avant de la réutiliser :
- La téléportation: permet au joueur de se déplacer instantanément à l'endroit de son choix sur la carte.
- Déplacement rapide: permet de se déplacer rapidement sur une certaine distance. (La distance parcourue varie selon l'apparence de Jason)
- Déplacement silencieux: permet de se déplacer sans faire de bruit pendant un laps de temps.
- Vision infrarouge: permet de mettre en surbrillance les moniteurs ou les endroits où ils sont cachés. (Ne fonctionne que dans un certain périmètre.

## Développement et commercialisation
Illfonic travaillait sur un jeu intitulé Slasher Vol. 1 : Camp d'Été, avec peu de détails sur sa date de sortie, dans lequel l'histoire a eu lieu dans le camp Forest Green. Le directeur du film original, Sean S. Cunningham, était en pourparlers au sujet d'un projet de jeu basé sur Vendredi 13,. Il est également le premier jeu vidéo Illfonic à être développé avec l'Unreal Engine 4, au départ avec CryEngine après l'annonce du Project Advena.
Selon Gun Medias, de leurs BackerKit :

« Sean est venu à nous, début 2015, mais nous avons vite découvert que ce n'était pas une conversation d'affaires que vous auriez lorsque vous essayez d'obtenir une licence aussi importante que Vendredi 13. C'était totalement différent. C'était une conversation construite sur une admiration mutuelle et le respect de ce que chacun avait créé. Sean a immédiatement remarqué la passion que nous avons pour Vendredi 13, et après plusieurs rencontres incroyables au cours des prochains mois, nous avons décidé de mettre à niveau nos plans pour Summer Camp et de proposer un jeu sur la licence Vendredi 13 »

Le directeur exécutif et producteur Randy Greenback a organisé à la fois un BackerKit et un Kickstarter pour une campagne de fonds pour le développement du jeu. Dans l'ensemble, 422 866,00 $ ont été donnés par 18 068 donneurs avec BackerKit et environ 823 704,20 $ de 12 128 donneurs avec Kickstarter, pour un total de 1 246 570,20 $ à partir des deux plates-formes, devenant le 95e projet le plus soutenus de tous les temps,.
Kane Hodder, un acteur qui a joué Jason quatre fois dans la franchise, est repris pour la capture de mouvement et pour coordonner les cascades.
Le 13 octobre 2015, il est annoncé que Slasher Vol. 1: Summer Camp avait évolué en Friday the 13th, le jeu,, avec une bande-annonce publiée par Gun sur leur chaîne YouTube le même jour.
À Halloween, Harry Manfredini, via la chaîne YouTube de Gun, poste une vidéo avec des fichiers sur son écran d'ordinateur étant partiellement visible, ce qui implique qu'il est en train de composer la musique pour le jeu.
Le 4 novembre, Gun publie quelques parties de l'environnement, tout en pré-alpha. Le 10 novembre, Illfonic poste une vidéo sur la chaîne YouTube de Gun, qui met en évidence un test de développement pour le jeu, y compris la modélisation 3D pour Jason.
Le 25 février 2016, Gun et Illfonic publient une vidéo montrant Hodder avec Térah Paige et Ryan Staats, les deux acteurs qui jouent des hommes et des femmes conseillers dans le jeu, en pleine séance de capture de mouvement chez Digital Domain. La vidéo montre Hodder avec une liste d'animations de meurtre pour le jeu, avec un réel décor pour refléter les mises à mort et les animations en temps réel.
Un stand pour Gun et Illfonic a été ouvert à la PAX South 2016 en janvier avec une vidéo d'alpha et quelques animations de mise à morts, et une vidéo de gameplay publié lors de l'E3 2016 en juin.
Le 2 septembre 2016, Gun publie à la PAX West une bande-annonce, intitulée XIII. Elle présente Jason Voorhees effectuant des animations spécialement conçues par Tom Savini. 
Le 30 mai 2019, l’équipe chargée du développement du jeu est contrainte d’abandonner le jeu seulement deux ans après à la suite de la perte d'un procès de licence, les nouveaux contenus qui devait sortir prochainement ne sont alors pas ajoutés.
Le 3 novembre 2020, on apprend que les développeurs du jeu ferment définitivement les serveurs dédiés du jeu et qu'il recevra sa mise à jour finale dans le courant du mois.
Le 8 juin 2023, il est annoncé dans un communiqué sur le compte Twitter officiel du jeu que Friday the 13th: The Game ne sera plus disponible à la vente à partir du 31 décembre 2023 en raison de l’expiration des droits d’exploitation de la licence et qu'il continuera de fonctionner au moins jusqu'au 31 décembre 2024.

## Musique
Harry Manfredini, qui a créé la bande originale du film original, devait composer la bande-son du jeu vidéo. La copie physique originale, un concept art du jeu et des notes d'accompagnement sont inclus dans le jeu. Au cours du développement, Gun a publié deux pistes à partir de la prochaine bande-son, Harry Manfredini Full Track - 01 le 9 novembre 2015 et Harry Manfredini Full Track - 02, le 14 mai 2016.

## Sortie
Le jeu est initialement prévu pour l'automne 2016 sur Microsoft Windows, Xbox One et PlayStation 4. La sortie du jeu est ensuite repoussée. Le mode multijoueur du jeu est proposé le 26 mai 2017, tandis que le mode solo est sorti au début de 2018 . La version physique du jeu est sorti le 13 octobre 2017 (un vendredi).
Le jeu est disponible gratuitement sur le PS Store de la Playstation 4 en jeu du mois d’octobre 2018.
Le 5 mars 2019, le jeu sortira au printemps prochain sur Nintendo Switch.